# Vital de Savigny

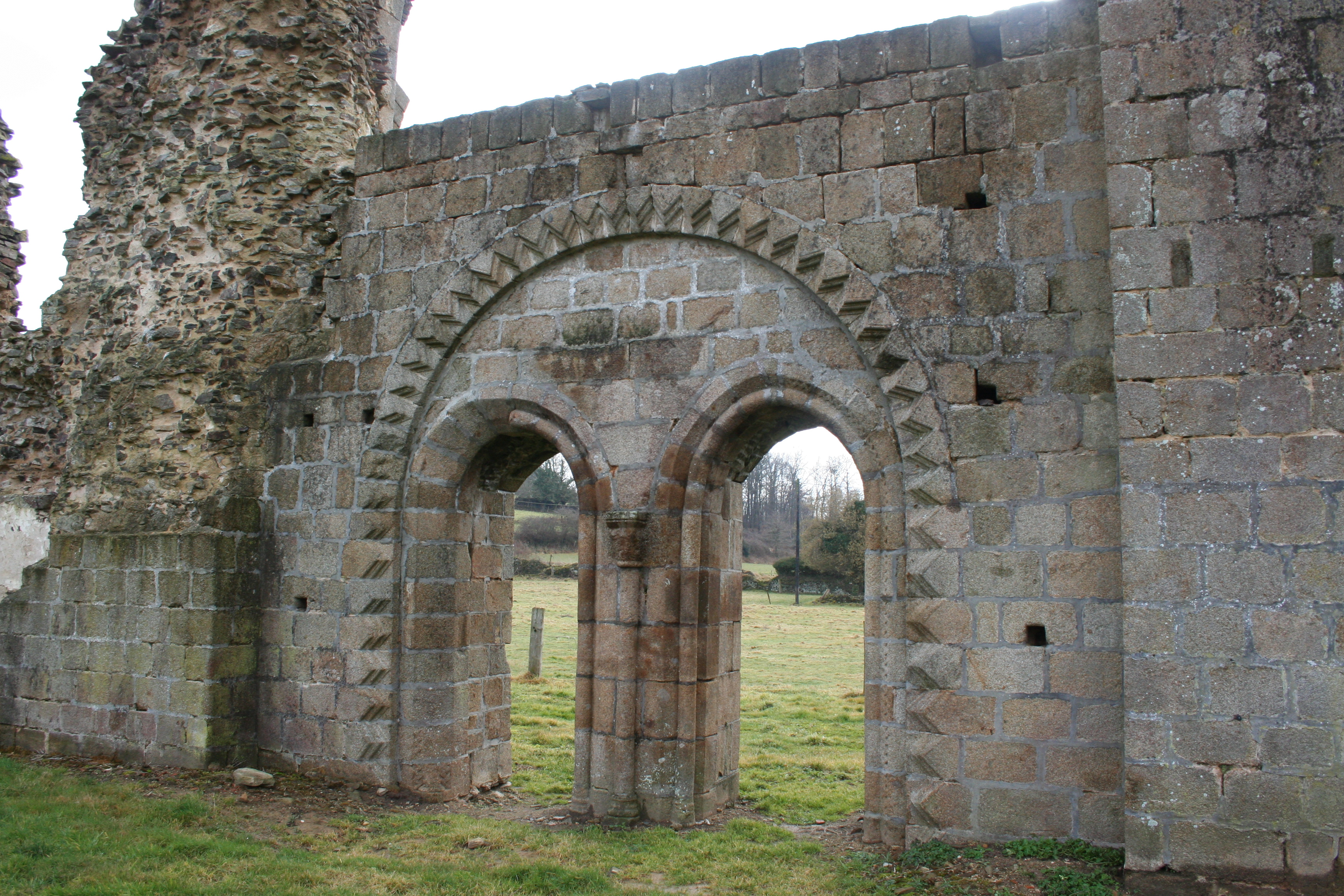
Imagem das ruínas da Abadia de Savigny-le-Vieux, localizada na região da Mancha, França

São Vital de Savigny (ca. 1060 - 16 de setembro de 1122) foi o fundador canonizado da Abadia de Savigny e da Congregação de Savigny (1112).

## Vida
Ele nasceu Vital de Mortain na Normandia em Tierceville perto de Bayeux por volta de 1060–5. Seus pais eram Rainfred le Vieux e Rohais. Não sabemos nada de seus primeiros anos; após a ordenação, ele se tornou capelão do irmão do duque Guilherme, o Conquistador, Roberto de Mortain (falecido em 1090). Vital ganhou o respeito e a confiança de Roberto, que lhe concedeu um canonário na igreja da abadia de Saint Evroul em Mortain, que ele fundou em 1082.
Mas Vital sentia dentro de si o desejo de um estado de vida mais perfeito. Ele desistiu de seu canonismo em 1095, estabeleceu-se em Dompierre, 19 milhas a leste de Mortain, e se tornou um dos líderes da colônia eremita da floresta de Craon. Aqui por dezessete anos ele viveu uma vida ascética e foi chamado Vital le Vieux ("Vital, o Velho"), derivado do nome de seu pai. Ao mesmo tempo, ele se preocupou, como seu mentor Roberto d'Arbrissel, com a salvação da população circundante, dando ajuda prática aos párias que se reuniam ao seu redor.
Ele foi um grande pregador, notável pelo zelo, insensível ao cansaço e sem medo de falar; diz-se que ele tentou reconciliar Henrique I da Inglaterra com seu irmão, Roberto Curthose. Ele parece ter visitado a Inglaterra e uma parte considerável do oeste da França, mas a Normandia foi o cenário principal de seus trabalhos. Entre 1105 e 1120 ele fundou um mosteiro de freiras, Abbaye Blanche, em Mortain, com sua irmã Adeline - mais tarde canonizada - como abadessa. Ele morreu em Savigny, em 16 de setembro de 1122.